# Imi Knoebel
Imi Knoebel (Pseudonym für Klaus Wolf Knoebel, * 31. Dezember 1940 in Dessau) ist ein deutscher Maler und Bildhauer der Kunstrichtung der Minimal Art.

## Leben und Werk
Knoebel verbrachte seine Kindheit in der Nähe von Dresden und zog mit der Familie 1950 nach Mainz. Von 1962 bis 1964 besuchte er gemeinsam mit Imi Giese (1942–1974) die Werkkunstschule Darmstadt, wo er, nach Ideen des Bauhaus-Vorkurses von Johannes Itten und László Moholy-Nagy, konstruktive und strukturale Kompositionsübungen erlernte. 1964 wechselte er gemeinsam mit Giese an die Düsseldorfer Kunstakademie in die Gebrauchsgrafik-Klasse von Walter Breker. Ab 1965 erreichten es beide Imis – wie sein Freund Rainer Giese nahm Knoebel den Vornamen Imi an („Imi + Imi“) – durch extravagantes Auftreten in die Beuys-Klasse in Raum 20 aufgenommen zu werden, wobei sie jedoch, zeitweise gemeinsam mit Jörg Immendorff und Blinky Palermo, den benachbarten Raum 19 beanspruchten.
Joseph Beuys propagierte die radikale Veränderung von Kunstbegriff und Gesellschaft. Knoebel setzte sich mit der Befreiung der Kunst von jeglichen Inhalten und Funktionen auseinander. Zunächst schuf Knoebel schwarz-weiße Linienbilder (1966–1968). Unter dem Einfluss von Kasimir Malewitsch und dessen „Schwarzem Quadrat“ entstanden flächige Skulpturen aus übereinanderliegenden Platten (z. B. Sandwich I und Sandwich II, Pinakothek der Moderne, München) oder aus bunt bemalten Aluminiumlatten und -platten, die sich gegenseitig teilweise überdecken, wobei sich Muster ähnlich wie bei Piet Mondrian ergeben (z. B. INNINN, Pinakothek der Moderne, München).
Knoebels Reduktion zeigt sich in einer Konzentration der bildnerischen Form und des Materials. Es entstand ein Arsenal an Keilrahmen und geometrischen Formen aus Holzfaserplatten: Kuben, Bogenelemente, Kreissegmente oder Rechtecke, die zusammen ein räumliches Grundvokabular bilden, das aus sich selbst heraus wirkt und dessen Struktur die Besucher wahrnehmen und sinnlichen erfahren sollen: Quader stehen mal meterhoch im Raum, lehnen mal flach an der Wand oder hängen als monochrome „Tafelbilder“.
Die erste, im Jahr 1968 entstandene, Installation „Raum 19“ befindet sich im Dia:Beacon-Kunstmuseum, New York. Im Jahr 1992 erstellte Knoebel für das Hessische Landesmuseum Darmstadt eine zweite Version für die unmittelbare Nachbarschaft zu Joseph Beuys’ „Block Beuys“, so dass Schüler (Knoebel) und Lehrer (Beuys) wie zu Hochschulzeiten benachbart sind.
Ab 1968 verwendete Knoebel die Fotografie als künstlerisches Medium. Er projizierte mit Dias Lichtfelder auf Wände und fotografierte die durch Licht rhythmisierten Räume. Im Jahre 1970 projizierte er während einer nächtlichen Fahrt durch Darmstadt einen x-förmigen Lichtstrahl auf Gebäude. Die umfangreichen Dia- und Fotoserien der „Projektion X“ befinden sich in der Sammlung des Hessischen Landesmuseums Darmstadt.
Mit Giese und Blinky Palermo bildet er eine Minimal-Art-Strömung unter den Beuys-Schülern – im Gegensatz zu anderen Beuys-Schülern der gleichen Zeit wie Jörg Immendorff, die sich der Agitprop-Kunst zuwandten. Anfang der 1970er Jahre gehörte er zu den regelmäßigen Besuchern des Szenetreffpunkts Ratinger Hof in der Düsseldorfer Altstadt, den Carmen Knoebel zusammen mit Ingrid Kohlhöfer (der Frau von Christof Kohlhöfer) betrieb.
Heute lebt und arbeitet Knoebel als freischaffender Künstler in Düsseldorf.

## Politisches und soziales Engagement
1982 engagierte sich Imi Knoebel zusammen mit Georg Baselitz, Joseph Beuys, Walter Dahn, Jörg Immendorff, Rune Mields, Gerhard Richter, Katharina Sieverding, Thomas Schütte, Günther Uecker und Franz Erhard Walther „Gegen das Kriegsrecht in Polen – für Solidarność“. Die zuvor im Museum Kunstpalast in Düsseldorf ausgestellten Werke wurden zugunsten von Solidarność am 13. November 1982 versteigert.
1988 schuf Imi Knoebel den Kinderstern, ein Kunstwerk, das sich bis heute kontinuierlich für die
Kinderrechte einsetzt, indem es Projekte für Kinder in Not finanziert.
Johannes Stüttgen formuliert die Intention des Kinderstern folgendermaßen: „Ebenso wenig wie wirkliche Kunst bloße Beschönigung und Dekoration der herrschenden Missstände, die übrigens die Kinder am ärgsten treffen, sein kann, ist auch der Kinderstern nicht irgendeine karitative Idee, die alles bloß ausbügeln will, was im Namen der weltweit herrschenden Systeme an Elend angerichtet wird.“

## Auszeichnungen und Aufträge
- 2006: Ehrendoktor der Friedrich-Schiller-Universität Jena. Laudator war der New Yorker Frank Stella.
- 2008: Sechs neue Kirchenfenster für die Kathedrale von Reims, die 2011, rechtzeitig zur 800-Jahr-Feier der Kathedrale, fertig gestellt wurden. Die Fenster befinden sich in den beiden Kapellen links und rechts der Chagall-Fenster.[4][5] Drei weitere von Knoebel 2015 mit Buntglaskreationen gestaltete Fenster befinden sich in der Jeanne-d’Arc-Kapelle der Kathedrale. Sie wurden am 11. Mai 2015 eingeweiht.[6][7]
- 2011: Kythera-Preis, Düsseldorf.
- 2016: Officier des Arts et des Lettres.[8]

## Ausstellungen (Auswahl)
- 1968: Imi & Imi, Galerie Charlottenborg, Kopenhagen (1. Einzelausstellung)
- 1968: Imi Art etc., Galerie René Block, Berlin
- 1972: documenta 5, Kassel in der Abteilung Individuelle Mythologien: Video
- 1972: W Knoebel – Bilder und Zeichnungen, Kunsthalle Düsseldorf
- 1977: documenta 6, Kassel
- 1980: Art in Europe after '68, Stedelijk Museum voor Actuele Kunst (SMAK), Gent
- 1982: documenta 7, Kassel
- 1982: Gegen das Kriegsrecht in Polen – für Solidarność, Kunstmuseum Düsseldorf
- 1983: Imi Knoebel, Kunstmuseum Bonn
- 1984: Von hier aus – Zwei Monate neue deutsche Kunst in Düsseldorf
- 1984: Imi Knoebel, Städtisches Museum Abteiberg, Mönchengladbach
- 1985: 18° Bienal de Sao Paulo, Bienal de Sao Paulo, Brasilien
- 1985: 1954–1985 – Kunst in der Bundesrepublik Deutschland, Neue Nationalgalerie, Berlin
- 1987: documenta 8, Kassel
- 1988: Imi Knoebel, Suermondt-Ludwig-Museum, Aachen
- 1988: Metropolis, Martin-Gropius-Bau, Berlin
- 1992: Imi Knoebel, Hessisches Landesmuseum Darmstadt
- 1992: Imi Knoebel. Menningebilder 1976–1992, Deichtorhallen Hamburg
- 1996: Imi Knoebel, Works 1968–1996, Stedelijk Museum, Amsterdam
- 1996: Imi Knoebel – Retrospektive 1968–1996, Institut Valencià d’Art Modern (IVAM), Valencia
- 2002: Imi Knoebel, Pure Freude, Kestner Gesellschaft, Hannover
- 2004: Imi Knoebel, Hamburger Kunsthalle
- 2006: Pictor Laureatus. Imi Knoebel zu Ehren. Werke von 1966 bis 2006, Friedrich-Schiller-Universität Jena
- 2007: Imi Knoebel – Werke 1966–2006, Wilhelm Hack Museum, Ludwigshafen
- 2009: ICH NICHT und ENDUROS, Deutsche Guggenheim, Berlin
- 2009: ZU HILFE, ZU HILFE…, Neue Nationalgalerie, Berlin
- 2011: Imi Knoebel, Museum der bildenden Künste, Leipzig
- 2011: Imi Knoebel, Selected Works,[9]
- 2012: Hirschfaktor – Die Kunst des Zitierens, Zentrum für Kunst und Medientechnologie Karlsruhe
- 2013: Imi Knoebel. Das und Das, Galerie Thaddaeus Ropac, Salzburg
- 2013: Imi Knoebel. Selected Works,[10]
- 2014: Imi Knoebel. Fenster für die Kathedrale von Reims, Kunstsammlungen Chemnitz[11]
- 2014/2015: Imi Knoebel. Werke 1966–2014, Kunstmuseum Wolfsburg[12][13]
- 2017: Imi Knoebel. Selected Works,[14]
- 2020/2021: Imi Knoebel. CENTRUM[15]
- 2021/2022: Imi Knoebel. Standing Paintings[16]
- 2024: Imi Knoebel. Först Aid, Galerie Christian Lethert Köln

## Werke
- 1970: Projektion X, Video, Schwarz-Weiß-Fotos, Hessisches Landesmuseum Darmstadt
- 1980: Genter Raum, 499 lackierte Holzteile; Kunstsammlung Nordrhein-Westfalen
- 1991: Die Schlacht Nr. 4, Lack auf Hartfaserplatte, vierteilig, 360 × 480 cm; Kunstsammlung Nordrhein-Westfalen
- 1992: Raum 19 / II, Hessisches Landesmuseum Darmstadt
- 1992: Schneeflocken und Sonnenschein, Acrylfarbe auf Aluminium, 198 × 191,5 × 22 cm; Städtisches Museum Abteiberg, Mönchengladbach
- 2008: Fishing Red II, Acrylfarbe auf Aluminium, 300 × 450,4 × 16 cm; Kunsthalle Weishaupt – Wikipedia, Ulm